# Lock-Keeper

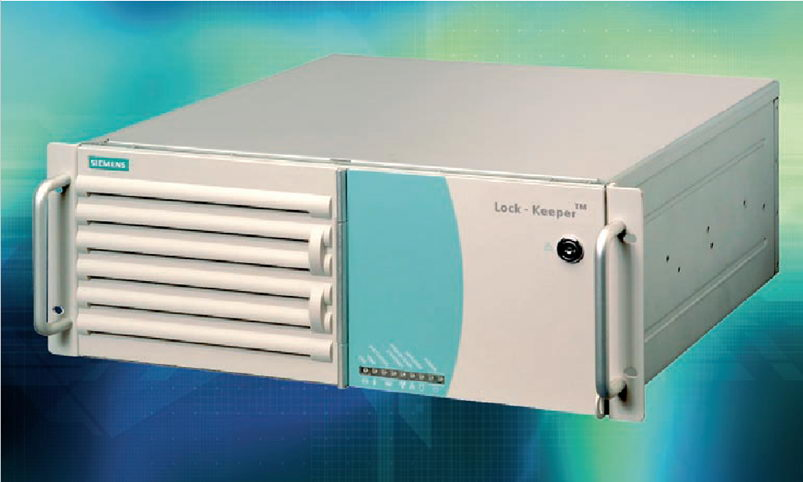
Produktfoto

Beim Lock-Keeper handelt es sich um eine patentgeschützte Umsetzung des Air-Gap-Konzepts zur physischen und logischen Trennung von Computernetzwerksegmenten. Anders als eine Firewall wird durch das System eine Netzwerktrennung auf physischer Ebene (OSI-Schicht 1) erzwungen. Analog zu einem Schleusensystem konzipiert, verbindet es sich abwechselnd mit je einem der zu verbindenden Netze, um Dateien oder E-Mails aufzunehmen bzw. zur Verfügung zu stellen. 
Damit nicht beliebige Daten transferiert werden können, sind verschiedene Transport-, Schreib- und Lesebeschränkungen implementiert. So werden die Daten z. B. von einem Virenscanner geprüft und gegebenenfalls weiteren Filterungen und Prüfungen unterzogen, beispielsweise Übertragungsrichtung, Authentizität des Senders durch Überprüfung der digitalen Signatur, Empfängerauthentizität durch Verschlüsselung, Dateitypen oder Dateigröße.
Der einfach nachzuvollziehende, in Hardware implementierte Mechanismus erlaubt einen kontrollierten Datentransfer zwischen zwei Netzwerksegmenten, stellt aber gleichzeitig sicher, dass es niemals eine direkte Online-Verbindung zwischen diesen Netzwerksegmenten gibt. Üblicherweise wird das System nicht anstelle von, sondern in Kombination mit Firewalls eingesetzt. 

## Historie
Der Lock-Keeper wurde von Christoph Meinel und seinem Team seit 1998 am Institut für Telematik in Trier entwickelt und patentiert. Nach Meinels Wechsel zum Hasso-Plattner-Institut an der Universität Potsdam im September 2004 wird das System von ihm und seinem Team fortan dort betreut und weiterentwickelt. Seit Juli 2005 wurde es vom Bereich „Civil and National Security“ von Siemens Schweiz lizenziert und zur Produktreife gebracht. Siemens vertreibt das System weltweit, in Deutschland ist der Lock-Keeper über die Actisis GmbH erhältlich.